# Requalivahanus
Requalivahanus ist der Name oder Beiname einer männlichen, germanischen, vielleicht auch keltischen Gottheit, über die außer diesem Namen nichts bekannt ist. Die spärlichen Informationen gehen auf einen 1883 nahe Blatzheim und somit in der römische Provinz Germania inferior entdeckten Stein zurück, der eine lateinische Inschrift trägt.

## Funddaten

### Geographische Lage
Der Fundort war eine ehemalige römische Siedlung bei Blatzheim, die vermutlich an der einstigen Verbindungsstraße zwischen Köln und Maastricht lag. In einem ausgegrabenen Landsitz, der offensichtlich einem vermögenden Mann gehört hatte, fand sich ein steinerner Altar mit der erwähnten Inschrift. Das Fundstück befindet sich heute im Rheinischen Landesmuseum in Bonn.

### Beschreibung
Der rechteckige Altar aus Kalkstein ist 31 cm hoch, 28 cm breit und 12 cm tief. Er weist Sockel und Gesims auf, besitzt Reste eines Giebelchens sowie Voluten und Patera. Die Errichtung des Altars lässt sich auf das 2. Jahrhundert datieren.

### Inschrift
Die lateinische, teilweise abgekürzte Inschrift lautet:

“Deo Requalivahano Q. Aprianus Fructus ex imp(erio) pro se et suis v(otum) s(olvit) l(ibens) m(erito)”

„Dem Gott Requalivahanus hat Quintus Aprianus Fructus auf Anordnung für sich und die Seinen (diesen Altar geweiht und) gern und geziemendermaßen sein Gelübde erfüllt.“

Der Eigenname deutet auf einen römischen Bürger hin, wohl einen Magistraten, also einen höheren Verwaltungsbeamten. Ansonsten ist über Quintus Aprianus Fructus nichts überliefert.
Der hier im Dativ auftretende Gottesname Requalivahanus ist aus germanischen, möglicherweise auch keltischen Wortteilen zusammengesetzt. Eine exakte Übersetzung ist nicht möglich, zumal sich die latinisierte Form vahanus nicht eindeutig zuordnen lässt. Sollte der erste Namensteil germanisch zu deuten sein, so bezeichnet er die Dunkelheit oder Finsternis (vgl. germanisch *rekvaz und gotisch riqis, altnordisch røkkr, urverwandt mit altgriechisch erebos). In dem Fall würde der Namensanfang auf Nacht oder Unterwelt verweisen.
Eine Zuordnung des Namens zu einer der bekannten germanischen Gottheiten ist unter anderem auch deshalb nicht möglich, weil die germanische Religion neben der Göttin Hel keinen männlichen Gott der Unterwelt kannte. Verbindungen mit Vidar, dem Waldgott der Germanen, oder Wotan als Hüter der Walstatt bleiben spekulativ. Ebenso gut könnte es sich bei Requalivahanus um eine im Übrigen gänzlich vergessene eigenständige Gottheit handeln.

## Bedeutung
Auch wenn keine Klarheit über die Gottheit des Requalivahanus zu gewinnen ist, zeigt der Fund die Anpassungsfähigkeit der römischen Religiosität, die es dem Quintus Aprianus gestattete, einen aus seiner Sicht als Lokalgottheit zu bewertenden Gott ohne weiteres in die Verehrung seiner Hausgötter einzubeziehen und ihm – nach dem Muster des „do ut des“ offensichtlich in Erwartung göttlicher Gegenleistungen für das Gelübde – einen Altar in seinem Anwesen zu errichten.